# Сантухалм (Хунедоара)
Сантухалм (рум. Sântuhalm) насеље је у Румунији у округу Хунедоара у општини Дева. Oпштина се налази на надморској висини од 192 m.

## Становништво
Према подацима из 2002. године у насељу је живело 553 становника.

### Попис2002.
| Расподела становништва по националности 2002.‍ | Расподела становништва по националности 2002.‍ | Расподела становништва по националности 2002.‍ | Расподела становништва по националности 2002.‍ | Расподела становништва по националности 2002.‍ |
| --------------------------------------------- | --------------------------------------------- | --------------------------------------------- | --------------------------------------------- | --------------------------------------------- |
|                                               |                                               |                                               |                                               |                                               |
| Румуни                                        | Румуни                                        |                                               | 471                                           | 85,6%                                         |
| Мађари                                        | Мађари                                        |                                               | 46                                            | 8,4%                                          |
| Роми                                          | Роми                                          |                                               | 33                                            | 6,0%                                          |